# 2618 Coonabarabran
2618 Coonabarabran è un asteroide della fascia principale. Scoperto nel 1979, presenta un'orbita caratterizzata da un semiasse maggiore pari a 3,0240017 au e da un'eccentricità di 0,1189732, inclinata di 9,21603° rispetto all'eclittica.
L'asteroide è dedicato all'omonima località australiana.